# 保谷高範
保谷 高範（ほうや こうはん、1937年〈昭和12年〉5月11日 - 2006年〈平成18年〉8月27日）は日本の政治家。西東京市長（1期）、旧保谷市長（2期）。位階は従五位。勲等は旭日小綬章。

## 略歴
市長就任前に保谷中町四郵便局長に就任し、特定郵便局長業務推進連絡会保谷部会長を務めた。

### 1993年保谷市長選挙
1993年（平成5年）、保谷市長選挙に自由民主党、公明党、民社党、日本新党の推薦を受けて立候補し、5選を目指した都丸哲也を破って初当選を果たした。
※当日有権者数：74,320人 最終投票率：48.50%（前回比：-pts）
| 候補者名 | 年齢 | 所属党派 | 新旧別 | 得票数   | 得票率 | 推薦・支持                   |
| -------- | ---- | -------- | ------ | -------- | ------ | ---------------------------- |
| 保谷高範 | 55   | 無所属   | 新     | 18,819票 | 52.62% | 自民・公明・民社・日本新推薦 |
| 都丸哲也 | 71   | 無所属   | 現     | 16,945票 | 47.38% | -                            |

### 1997年保谷市長選挙
1997年（平成9年）、保谷市長選挙に自民党、公明党の推薦を受けて立候補し、日本共産党推薦の都丸を破って再選を果たした。
※当日有権者数：-人 最終投票率：49.94%（前回比： 1.44pts）
| 候補者名 | 年齢 | 所属党派 | 新旧別 | 得票数   | 得票率 | 推薦・支持     |
| -------- | ---- | -------- | ------ | -------- | ------ | -------------- |
| 保谷高範 | 59   | 無所属   | 現     | 21,258票 | 55,21% | 自民・公明推薦 |
| 都丸哲也 | 75   | 無所属   | 元     | 17,238票 | 44.78% | 共産推薦       |

市長2期目に平成の大合併で、田無市との新設合同合併を推進し、2001年（平成13年）1月21日に西東京市を発足させる。それに伴い、前日に保谷市長を退任した。

### 2001年西東京市長選挙
同年、西東京市長選挙に立候補して、旧田無市長で自民党、民主党、社会民主党の推薦を受けた末木達男や、共産党推薦の新人ら3人を破り、初当選を果たした 。
※当日有権者数：142,529人 最終投票率：49.64%（前回比：-pts）
| 候補者名 | 年齢 | 所属党派 | 新旧別 | 得票数   | 得票率 | 推薦・支持           |
| -------- | ---- | -------- | ------ | -------- | ------ | -------------------- |
| 保谷高範 | 63   | 無所属   | 新     | 26,052票 | 37.13% | -                    |
| 末木達男 | 70   | 無所属   | 新     | 23,206票 | 33.07% | 自民・民主・社民推薦 |
| 酒匂一雄 | 70   | 無所属   | 新     | 12,620票 | 17.99% | 共産推薦             |
| 清水君枝 | 48   | 無所属   | 新     | 8,284票  | 11.81% | -                    |

2月18日に就任した。

### 2005年西東京市長選挙
2005年（平成17年）2月6日に再選を目指して立候補したが、元東京都議会議員の坂口光治に敗れ、落選する。
※当日有権者数：149,864人 最終投票率：45.69%（前回比： 3.95pts）
| 候補者名 | 年齢 | 所属党派 | 新旧別 | 得票数   | 得票率 | 推薦・支持 |
| -------- | ---- | -------- | ------ | -------- | ------ | ---------- |
| 坂口光治 | 57   | 無所属   | 新     | 40,771票 | 60.06% | -          |
| 保谷高範 | 67   | 無所属   | 現     | 27,110票 | 39.94% | -          |

同年2月17日、保谷駅南口再開発事業の完成、ひばりヶ丘駅北口の街路整備事業、旧田無市と旧保谷市の合併によって、24時間全ての人が健康に暮らせるような健康都市宣言をはじめとする、市民の保健・医療・福祉・介護の医療関係の充実等を坂口新市長に引き継ぐ形で市長を退任した。
2006年（平成18年）8月27日死去。死没日付をもって従五位に叙され、旭日小綬章を追贈された。

## 政策
保谷市長時代
2000年には主に旧保谷市の下水道事業受益者負担金の徴収猶予額の一部が時効になっている問題について自らの給与の50％（1ヵ月分）を削減したと同時に、幹部職員や徴収猶予継続手続きに関与していた当時の市長である都丸哲也など退職者に協力を依頼して、総額282万円の寄付を集めた。不足分の141万円については、自身が退職後に全額を自己負担し、損失を補填。また、市議会も責任を自戒し、報酬を一律3万円削減する条例を議員提案として提出。最終的には賛成多数で可決され、実質的に補填に注力した。
また、平成の大合併の一環としてタウンミーティングを大切にしながら旧田無市との合同合併に尽力し、利便性や行政の効率化を図った。「21世紀最初の新設市」「市民参加の都市型合同合併」として全国の注目を集めた。
西東京市長時代
市長就任時から「西東京市総合計画」や「新市建設計画」の実現に勤しむ。
2001年、介護保険法に基づく「西東京市介護保険事業計画」を策定し、高齢者の尊厳と自立を基本理念として在宅介護の推進、サービスの質と量の確保、地域社会との連携、市民参加の促進などを重点施策とし、民間資金を活用した施設整備、ケアマネジャーやホームヘルパーなど介護人材の育成・確保、市民への情報提供と苦情対応体制の整備にも取り組んだことで、高齢者が住み慣れた地域で安心して暮らせる持続可能な介護体制の構築を図った。福島県下郷町、山梨県須玉町と姉妹都市協定を提携した。
2002年、西東京市市民参加条例を制定。
西東京いこいの森公園の整備やコミュニティバス「はなバス」の運行、ファミリー・サポート・センター、小中学校施設整備、青嵐中学校校舎建替、西原地区小学校統合によるけやき小学校の新校舎開校などを進めた。
都市整備では、都市計画マスタープラン策定だけでなく保谷駅北口の整備などを実施した。加えて、上向台地区会館・東伏見コミュニティセンターの建設、新市誕生記念事業など、その他幅広い分野にわたる施策を展開した。
2004年、「子育ち・子育てわいわいプラン」による「子どもの権利に関する条例策定」「西東京市地域福祉計画」「西東京市障害者基本計画」を制定。昔ながらの雑木林や屋敷林、農地を守りながら充実させていく目的で「西東京市みどりの計画」「西東京市都市計画マスタープラン」を策定。小中学生の防犯ブザー配布や口座割引制度導入による水道料金の削減を実施。さらに、パブリックコメントで意見を集約し策定した「西東京市総合計画」では保谷駅南口再開発事業や総額208億円の「新市建設計画」の合併記念公園の整備、コミュニティバスの運行、地域情報化の推進、ひばりヶ丘駅周辺のまちづくりの4事業を重点的に実施する他、福祉や保育、教育、学校、道路整備など計100事業を進めた。合併効果による国や東京都からの12億8000万円の財政支援を受けながら無駄を省き、3年間で合計約28億3000万円の経費削減に成功した。

## 発言・影響
1990年代に当時保谷市長であった際、「地元にこれといった名物がない。旭のかりんとうを名物にしよう」と明言したことで、旭製菓のかりんとうは「保谷名物」となった。現在も西東京市の名物として引き継がれている。

## 栄典
叙位
- 従五位（2006年）

栄典
- 旭日小綬章（2006年）